# باشگاه فوتبال کاماز نابرژنیه چلنی
باشگاه فوتبال کاماز نابرژنیه چلنی (روسی: Футбольный клуб КАМАЗ Набережные Челны) یک باشگاه فوتبال در شهر نابرژنیه چلنی کشور روسیه است. این باشگاه در لیگ حرفه‌ای دسته اول فوتبال بلغارستان بازی می‌کند. این باشگاه در سال ۱۹۸۱ تأسیس شده‌است. KAMAZ stadium محل برگزاری بازی‌های خانگی این باشگاه است.
اولین رئیس باشگاه فوتبال کاماز، وادیم پاسلوف (Вадим Паслов) بود. و اکنون رییس باشگاه، ماگدیف نایل گامباروویچ (Магдеев Наиль Гамбарович) می‌باشد.